# Euric
Euric -de ehu (força) i ric (poderós, ric); - (?, 415 - Arle, 484) també conegut com a Evaric o Erwig, fou el rei visigot del Regne de Tolosa del 466 al 484, germà de Teodoric II i casat amb la princesa burgúndia Ragnailda.
Al començament del seu regnat, la situació del regne visigot en relació amb l'Imperi Romà havia evolucionat de manera que pràcticament obrava amb completa independència. No obstant això, es creu que va seguir la política de Teodoric II respecte dels romans sense trencar el foedus, i si el regne de Tolosa va obtenir plena autonomia va ser gràcies a la progressiva disgregació de la part occidental de l'imperi, que tindrà la seva fi oficialment el 476. Va emprendre aleshores per compte propi, sense pactar prèviament amb els romans. Antemi encara estava al comandament d'un exèrcit a Itàlia. Riothamus, cap dels romanobritànics d'Armòrica va formar una coalició amb les forces de la Gàl·lia romana en 468 sota el comandament del comte Pau contra els visigots d'Aquitània, que havien trencat el foedus amb l'Imperi. El 470 els bretons van obtenir una victòria inicial ocupant Bourges amb un exèrcit de mil dos-cents homes. Però quan van prosseguir en territori visigot foren derrotats pel cap visigot Euric a la batalla de Déols. Llavors Riothamus va escapar cap als burgundis que eren aliats dels romans. Antemi va anar en el seu suport, aplegant un exèrcit comandat nominalment pel seu fil, Antemiol, però de fet pels generals Torisari, Everding i Hermià. Antemiol va avançar cap a Arelate i van travessar el riu Roine, però fou interceptat per Euric, que va derrotar les forces tant de Riothamus com d'Antemi a la batalla d'Arles, i Euric i els borgonyons es van fer càrrec de gairebé tot el territori imperial restant al sud de la Gàl·lia,
Al 476 va expandir els territoris visigots des del riu Loira amb dues columnes, una que va travessar probablement per Roncesvalls i prenent Pamplona i Caesar Augusta, fins a l'Ebre per lluitar contra els vàndals, que atacaven aquesta zona, arribant a atacar Lleida, i una segona columna comandada per Heldefred el 480, conquerint Tarragona i expandint-se cap al sud de la península Ibèrica per la costa mediterrània. Alhora, al nord va lluitar contra francs i saxons, i matà el cap dels bagaudes de la vall del Freser. Va aconseguir el reconeixement dels seus dominis per l'emperador Juli Nepot, fet que significà la separació formal i de fet, d'aquests territoris respecte a l'Imperi Romà d'Occident. També va crear el primer codi legal visigot, el Codex Eurici (Codi d'Euric).